# Giuse Từ Hoành Căn
Giuse Từ Hoành Căn (tiếng Trung: 徐宏根, Joseph Xu Hong-gen; sinh 1962) là một giám mục người Trung Quốc của Giáo hội Công giáo Rôma. Ông hiện đảm nhận nhiệm vụ Giám mục Chánh tòa Giáo phận Tô Châu.

## Tiểu sử
Giám mục Từ Hoành Căn sinh tháng 4 năm 1962, người Tô Châu, tỉnh Giang Tô (Trung Quốc). Sau thời gian tu học tại Tu viện Xà Sơn Thượng Hải, năm 1990, ông được thụ phong chức linh mục. Từ năm 1994 đến 1999 niên, ông du học tại Tu viện thánh Giuse New York (Hoa Kỳ), tốt nghiệp Thạc sĩ ngành Thần học và Thánh kinh học.
Tháng 6 năm 1999, giám mục Tô Châu bất hợp thức Mátthia Mã Long Lân qua đời. Ngày 18 tháng 12 năm 1999, linh mục Giuse Từ Hoành Căn được Hội Công giáo Yêu nước Trung Quốc đề cử vào chức vụ Giám mục Tô Châu. Không lâu sau, ông được bầu làm Phó chủ nhiệm Ủy ban Giáo vụ Công giáo tỉnh Giang Tô.
Tòa Thánh Vatican không thừa nhận chức giám mục Tô Châu của ông lẫn người tiền nhiệm Mátthia Mã Long Lân. Từ năm 1950, Giáo phận Tô Châu được đặt dưới quyền Giám quản Tông Tòa của Giám mục (sau thăng Hồng y) Thượng Hải Inhaxiô Cung Phẩm Mai (1950-2000, nguyên giám mục Tô Châu) và sau đó là Giám mục Thượng Hải Giuse Phạm Trung Lương (2000-2005, nguyên Giám mục phó Thượng Hải).
Mãi đến năm 2005, Tòa Thánh mới chấp thuận xem xét và nối lại sự hiệp thông, công nhận chức giám mục cũng như chức vụ Giám mục chính tòa Giáo phận Tô Châu. Lễ tấn phong giám mục chính thức của ông được tổ chức ngày 20 tháng 4 năm 2006. Khẩu hiệu giám mục của ông là Deus caritas est (Thiên Chúa là tình yêu).
Ngày 5 tháng 10 năm 2016, ông tham gia phái đoàn tín đồ Công giáo Trung Quốc đại lục sang thăm Tòa Thánh Vatican, được Giáo hoàng Phanxicô tiếp kiến. Đây là lần đầu tiên Giáo hoàng Phanxicô tiếp kiến một giám mục từ Trung Quốc đại lục đến Vatican.